# Jemma Simmons
Jemma Anne Simmons es un personaje de ficción que se originó en el Universo cinematográfico de Marvel antes de aparecer en Marvel Comics. El personaje, creado por Joss Whedon, Jed Whedon y Maurissa Tancharoen, apareció por primera vez en el episodio 1 de Agents of S.H.I.E.L.D. (24 de septiembre de 2013) y es interpretado por Elizabeth Henstridge.
En la serie, Simmons es una de las mejores mentes científicas de S.H.I.E.L.D. Aunque su experiencia es vasta, es particularmente experta en ciencias biológicas. Muchas de sus historias involucran su relación con su mejor amigo, y más tarde amante, Leo Fitz. En el transcurso de la serie, se convierte de ser una científica relativamente joven e inexperta de S.H.I.E.L.D. a una de las agentes más importantes, y también cuenta con una experiencia significativa como agente de campo. Se distingue de sus colegas por tomar decisiones muy determinadas y a veces fríamente racionales en la búsqueda de lo que cree que es correcto.

## Historial de publicaciones
Jemma Simmons hizo su debut en el cómic de S.H.I.E.L.D. Vol. 1 3 # 1 (febrero de 2015), de Mark Waid y Carlos Pacheco.

## Biografía ficticia

### Serie de TV

#### Nueva agente de S.H.I.E.L.D.
En la primera temporada, Jemma Simmons se incorpora al equipo del agente de S.H.I.E.L.D., Phil Coulson, como especialista en ciencias de la vida (tanto humanas como extraterrestres). Ella tiene un estrecho vínculo con su compañero agente Leo Fitz, a quien conoció en la academia S.H.I.E.L.D., siendo ambos los graduados más jóvenes de su división de Ciencia y Tecnología. Cerca del final de la temporada, Fitz y Simmons se encierran dentro de una unidad médica para protegerse del agente rebelde Grant Ward, quien expulsa la unidad al océano. Atrapados en el fondo del océano, Fitz y Simmons envían una señal de socorro y diseñan un explosivo controlado para abrir las ventanas y escapar. Fitz obliga a una angustiada Simmons a tomar el único tanque de oxígeno, profesando sus sentimientos por ella. Casi se ahoga después de usar el explosivo, mientras Simmons nada a la superficie con su cuerpo inconsciente, donde son rescatados por Nick Fury, que recibió su señal de socorro.

#### Unirse a Hydra
En la segunda temporada, después de la experiencia submarina, Fitz lucha con la tecnología y alucina la presencia de Simmons, quien dejó S.H.I.E.L.D. un poco antes debido a la condición de Fitz. Sin embargo, más tarde se revela que Simmons está trabajando encubierto dentro de Hydra. Su identidad está expuesta, pero la jefa de seguridad de Hydra, Bobbi Morse, otra agente secreta de S.H.I.E.L.D., la rescata y Simmons se reúne con un Fitz en recuperación. Cerca del final de la temporada, mientras Fitz organiza una cita con Simmons, un arma Kree llamada "Monolito", que está bajo la custodia de S.H.I.E.L.D., se libera de la contención y absorbe a Simmons en sí mismo.

#### Varados en Maveth
En la tercera temporada, Fitz adquiere un antiguo pergamino hebreo que describe el Monolito que consumió a Simmons como "Muerte" (hebreo: מות ), que Fitz no puede aceptar. Desconocido para ella, Simmons está viva en un planeta alienígena desolado. Fitz se da cuenta de que el Monolito es un portal, y con la ayuda del asgardiano Elliot Randolph y la agente de S.H.I.E.L.D., Daisy Johnson, puede ingresar al portal, encuentra a Simmons y logra rescatarla justo cuando el poder de Daisy destruye el Monolito. Simmons lucha por reajustarse para estar de vuelta en la Tierra, y le cuenta a Fitz sobre las 4.722 horas que pasó varada en el planeta del desierto. Fitz y Simmons finalmente consuman su relación. 

#### Círculo interno de S.H.I.E.L.D.
En la cuarta temporada, se muestra que Simmons ahora está trabajando en el nuevo pero paranoico director interno de S.H.I.E.L.D., Jeffrey Mace, y toma pruebas diarias de detectores de mentiras. La aprobación pública de Mace fue alta después de sus supuestos heroicos durante un bombardeo en Viena, pero cuando Simmons amenaza con revelar la verdad sobre sus acciones en Viena, acepta eximirla de cualquier prueba de detección de mentiras. Cuando todos en la base son secuestrados y reemplazados por LMD, Simmons es una de las dos personas reales restantes. Después de descubrir que Fitz ha sido reemplazado, se ve obligada a apuñalarlo varias veces después de aplastarlo con equipo pesado. Después de formar equipo con Daisy, la otra persona real, los dos liberan gas somnífero y luchan contra los LMD. Luego despiertan a Piper y Davis, quienes los sacan volando con los LMD explotando en el proceso. Simmons luego piratea la estructura para que ella y Daisy puedan ingresar, lo cual hacen. Dentro del marco, Simmons despierta en una fosa común donde descubre que su avatar fue asesinado. Tras ser expulsada de un coche, se da cuenta de que S.H.I.E.L.D. perdió la guerra en este mundo, con Hydra al mando. Simmons rastrea a Coulson, pero no logra convencerlo de que este mundo es falso, por lo que invoca a Hydra, de la que ella escapa por poco. Inmediatamente se encuentra con Daisy, pero su salida ha sido dañada. 

#### Futuro y presente
En la quinta temporada, un grupo desconocido captura a Simmons y los otros agentes de S.H.I.E.L.D. y los transporta a una estación espacial en el futuro, excepto Fitz, quien se une a ellos más tarde a través de la nave espacial Chronicom Enoch después de estar en estasis durante 74 años. Después de que Simmons y el equipo regresan al presente, ella se casa con Fitz en una ceremonia organizada por S.H.I.E.L.D., mientras que se revela que Deke Shaw, a quien Simmons conoció en el futuro y fue teletransportado de alguna manera al presente, es su nieto. Después de que Fitz se convierte en una baja durante la batalla final de Daisy contra un Glenn Talbot potenciado, Simmons decide encontrar la versión actual de Fitz, que todavía está en estasis a bordo de la nave espacial de Enoch.

#### Búsqueda de Fitz
En la sexta temporada, Daisy y Simmons lideran la búsqueda de Fitz. A pesar de que Fitz y Simmons se reúnen en el planeta de Kitson, el asesino Malachi huye con Fitz. Para evitar que Malachi mate a Fitz, Simmons se entrega a Atarah, la ex superior de Enoch, para que puedan idear un método de viaje en el tiempo que los Chronicoms pretendan usar. Atarah atrapa a Fitz y Simmons dentro de sus propias mentes, obligándolos a trabajar juntos para descubrir la lógica del viaje en el tiempo. El dúo finalmente es liberado por Enoch, quien logra dominar a Atarah y a los otros Chronicoms. Luego, el trío se teletransporta, pero termina de nuevo en Kitson, donde Fitz y Simmons son salvados de la ejecución por la mercenaria Izel, que los ayuda a su regreso a la Tierra mientras Enoch se despide de ellos. Izel cree que Fitz y Simmons están conspirando contra ella, por lo que le ordena a la tripulación de su nave que los elimine. Los dos son finalmente rescatados por un equipo dirigido por el nuevo director de S.H.I.E.L.D., Mack, y regresan a la Tierra. Mientras que S.H.I.E.L.D. detiene a Izel, Simmons y Fitz son emboscados por los cazadores Chronicom, pero Enoch los salva y los ayuda a alcanzar el viaje en el tiempo, así como a crear un Coulson LMD para ayudarlos a luchar contra los cazadores.

#### Guerra de Chronicom
En la séptima temporada, Simmons ayuda a S.H.I.E.L.D. en su cruzada para evitar que los cazadores Chronicom alteren la historia, aunque Fitz está ausente y se desconoce su paradero. Deke luego descubre que Simmons tiene un implante de memoria que bloquea su conocimiento de la ubicación de Fitz mientras retiene información sobre viajes en el tiempo. John Garrett secuestra a Simmons mientras él y Nathaniel Malick roban el avión Zephyr One de S.H.I.E.L.D., sin saber que Deke todavía está a bordo. Nathaniel tiene la intención de que Simmons les diga dónde está Fitz, ya que él es el único que puede detenerlo. Tomando a Deke y Simmons prisioneros, Malick usa un dispositivo de escaneo cerebral para leer los recuerdos de Simmons, con el objetivo de determinar la ubicación de Fitz. En uno de estos recuerdos, se muestra que Fitz y Simmons pasaron un período prolongado de tiempo juntos antes de que Simmons fuera enviada de regreso al pasado. Sin embargo, Malick no puede determinar la ubicación de Fitz debido a la presencia de un implante cerebral en la mente de Simmons. Cuando se libera de la máquina cerebral, Simmons no recuerda quién es Fitz. Al aterrizar en la nave Chronicom, Daisy busca a Deke y Simmons mientras Daniel Sousa y Mack se defienden de un grupo de soldados Chronicom. Sybil, la líder de los Chronicom, planea que Daisy encuentre a Simmons para refrescar su memoria, pero un impaciente Nathaniel tiene a Kora de confrontarlos. Daisy logra convencerla, permitiendo que Deke y Simmons rescaten y escapen de la nave Chronicom. Todos se reagrupan y, con la ayuda de Simmons, crean una "clave" que ella estaba luchando por recordar. La llave abre un portal que les lleva a Fitz, pero se siente decepcionado al saber que Simmons no lo recuerda. Se revela que, tras la derrota de Izel, Enoch se llevó a Fitz y Simmons para ayudarlos a construir una máquina del tiempo. Al darse cuenta de que podían, también vivieron sus vidas juntos. Una vez que estuvieron listos, regresaron con Flint y Piper, y les encargaron proteger a Fitz en una cápsula especial mientras Simmons se marchaba con el equipo. Fitz, Simmons, Sousa y Yo-Yo luego restauran la memoria de Simmons. Tras la derrota de Sibyl y Nathaniel, Fitz y Simmons regresan al grupo y su hija, Alya. Un año después, Fitz y Simmons se retiraron de S.H.I.E.L.D. para criar a Alya.

### Cómics
Ella es la hija de un ejecutivo de Roxxon, Simmons se unió al equipo de Phil Coulson para recuperar la espada Uru, una antigua arma que perteneció a Heimdall. Cuando se reveló que Heimdall estaba siendo poseído por una roca alienígena, el equipo la eliminó y Simmons la analiza después.
Al intentar neutralizar una bomba, Simmons es atacada e infectada por un material desconocido. Ella llega a la conclusión de que solo tiene un mes de vida. Deathlok descubre su estado y le pregunta al respecto. Simmons revela que la razón por la que no le ha contado a nadie es porque no quería que nadie le tuviera lástima. Finalmente cayó en coma, revelando su condición al personal de S.H.I.E.L.D. Deathlok y Pájaro Burlón se dan cuenta de que la mejor manera de salvarle la vida es convertirla en otra Deathlok. El procedimiento le salvó la vida, pero en un estado de desorientación comenzó a atacar a sus compañeros agentes. Afortunadamente, Coulson llega para alcanzar su humanidad y recupera su cordura. Luego le agradece a Deathlok por salvarle la vida.

## En otros medios

### Televisión

#### Serie web
- Vuelve a interpretar su papel en la miniserie web de seis partes titulada Agents of S.H.I.E.L.D.: Slingshot, antes del comienzo de la cuarta temporada.

#### Animación
- Jemma Simmons aparece en Ultimate Spider-Man vs. Los 6 Siniestros, con la voz de Henstridge, repitiendo su papel.[6] Ella aparece en el episodio "Lagartos", junto con Fitz: juntos llegan al Triskelion para hacer reparaciones. Cuando el Dr. Curt Connors se transforma nuevamente en el Lagarto, infecta a ella y Fitz. Sin embargo, Spider-Man y Araña de Hierro (antes de ser infectado) logran inyectar la cura en el sistema de ventilación para curar a todos.

### Videojuegos
- Jemma Simmons hace su debut en Marvel Future Fight, donde aparece como un personaje no jugador. En el juego, obtuvo títulos en mecánica cuántica e ingeniería de sistemas a una edad temprana. Ella había estado trabajando para Industrias Stark, durante dos años cuando fue secuestrada por Advanced Idea Mechanics. Después de ser rescatada por los Vengadores, la Dra. Simmons ayudará al equipo a analizar las dimensiones del Multiverso. Una versión alternativa de Jemma Simmons, como agente de S.H.I.E.L.D.; basado en el personaje de la serie de televisión; se agregó durante el parche de Agents of S.H.I.E.L.D.[7]
- Jemma Simmons es un personaje jugable de DLC en Lego Marvel's Avengers. Simmons, junto con otros 12 personajes, se agregó en el paquete DLC Agents of S.H.I.E.L.D. limitado.[8]
- Jemma Simmons es un personaje jugable en Marvel Avengers Academy.